# Silba - podmorje
Silba - podmorje este o arie protejată (sit de importanță comunitară — SCI) din Croația întinsă pe o suprafață de 988,52 ha, integral marine.

## Localizare
Centrul sitului Silba - podmorje este situat la coordonatele 44°22′59″N 14°42′18″E / 44.383°N 14.705°E.

## Înființare
Situl Silba - podmorje a fost declarat sit de importanță comunitară în iulie 2013 pentru a proteja un număr necunoscut de specii din flora spontană și fauna sălbatică aflate în arealul zonei.

## Biodiversitate
Situată în ecoregiunea marină mediteraneană, aria protejată conține 2 habitate naturale: Straturi cu Posidonia (Posidonion oceanicae), Recifuri.
La baza desemnării sitului se află un număr nedeclarat de specii protejate.